# Isaac Armalet
Isaac Armalet (Syrisch: ܐܝܣܚܩ ܒܪ ܐܪܡܠܬܐ ʼIsḥoq Bar ʼArmalto) (Mardin, 6 maart 1879 - Beiroet, 2 september 1954) was een Syrisch-katholieke geleerde, historicus en schrijver.
Isaac Armalet werd geboren in Mardin en trad op 16-jarige leeftijd toe tot het Charfet-klooster in Libanon. Hij werd in 1903 tot priester gewijd en kreeg later een hechte band met de Syrisch-katholieke patriarchen Ephrem Rahmani en Gabriel Tappuni. Armalet werd tijdens de Eerste Wereldoorlog gearresteerd door het Ottomaanse leger, maar werd later vrijgelaten. Tijdens de oorlog verbleef hij in Mardin, waar hij getuige was van de Aramese Genocide, die hij beschrijft in zijn boek The Utmost of Christian Calamities. Hij bracht de rest van zijn leven door in het Charfet-klooster waar hij een groot aantal manuscripten in het Syrisch en Arabisch schreef en kopieerde.
Armalet stierf op 2 september 1954 in Beiroet.